# Kellie Suttle
Pour les articles homonymes, voir Suttle.
Kellie Suttle (née le 9 mars 1973 à Saint Peters) est une athlète américaine, spécialiste du saut à la perche.

## Biographie
Elle remporte la médaille d'argent des Championnats du monde en salle 2001, à Lisbonne au Portugal. Devancée par la Tchèque Pavla Rybová, elle termine ex æquo avec la Russe Svetlana Feofanova  avec un saut à 4,51 m. 
Elle s'adjuge le titre des championnats des États-Unis en plein air en 1998.
Son record personnel en plein air, établi le 16 juin 2004 à Jonesboro, est de 4,67 m.

### Palmarès
| Date | Compétition                    | Lieu           | Résultat | Marque |
| ---- | ------------------------------ | -------------- | -------- | ------ |
| 1999 | Jeux panaméricains             | Winnipeg       | 2e       | 4,25 m |
| 2000 | Jeux olympiques                | Sydney         | 11e      | 4,00 m |
| 2001 | Championnats du monde en salle | Lisbonne       | 2e       | 4,51 m |
| 2003 | Jeux panaméricains             | Saint-Domingue | 4e       | 4,10 m |
| 2003 | Championnats du monde en salle | Birmingham     | 4e       | 4,45 m |
| 2006 | Championnats du monde en salle | Moscou         | 7e       | 4,40 m |

### Records
| Épreuve          | Épreuve   | Performance | Lieu      | Date                                            |
| ---------------- | --------- | ----------- | --------- | ----------------------------------------------- |
| Saut à la perche | Plein air | 4,67 m      | Jonesboro | 16 juin 2004                                    |
| Saut à la perche | Salle     | 4,58 m      | Jonesboro | 25 janvier 2004 18 février 2004 22 février 2004 |